# Amastus brunnescens
Amastus brunnescens là một loài bướm đêm thuộc phân họ Arctiinae, họ Erebidae.